# Filmový festival Czech-in
Filmový festival Czech-in je filmový festival pořádaný v Paříži od roku 2009, jehož cílem je propagace českých a slovenských filmů.
Jeho posláním je umožnit francouzským divákům nahlédnout do vývoje kinematografie po Sametové revoluci a seznámit je s aktéry filmového průmyslu (režiséry, herci, producenty, atd.)
Uvedené filmy nejsou z velké části ve Francii distribuovány a jsou opatřeny francouzskými titulky. Projekce se konají v pařížských artových kinech, l'Entrepôt nebo klubu Cinéma Christine.